# Cei șapte magnifici
Cei șapte magnifici (titlul original: în engleză The Magnificent Seven) este un film western american, realizat în 1960 de regizorul John Sturges, un remake al filmului japonez Cei șapte samurai (1954) al regizorului Akira Kurosawa, transpus în decorul american tipic westernului. Protagoniștii filmului sunt actorii Yul Brynner, Steve McQueen, Charles Bronson, Eli Wallach, James Coburn, Robert Vaughn. 

## Conținut
Un sat sărac mexican este amenințat și jefuit în mod permanent de bandiți. Câțiva săteni merg într-un oraș de frontieră cu Statele Unite, pentru a cumpăra puști ca să se poată apăra. Acolo află de la americanul Chris că puștile nu le sunt de folos fără experiență de luptă. Îi sfătuiește să angajeze câțiva bărbați înarmați, pentru o anumită perioadă, până trece pericolul. Chris se lasă convins de cauza lor și reușește să adune încă cinci bărbați înarmați și pricepuți, care pentru bani puțini și mâncare de la săteni, se angajează în lupta împotriva bandiților. Un tânăr entuziasmat și cam negândit zis "Chico", după un pic de insistență și agitație, se alătură și el grupului. Pistolarii par foarte diferiți ca aspect și par să aibă abilități deosebite, dar sunt uniți în strategia de luptă când banda lui Calvera atacă satul. În bătălia finală, la care sătenii participă în cele din urmă și ei, deși bandiții sunt în superioritate numerică, sunt învinși. Dar patru dintre cei șapte luptători, au murit și ei. Doar Chris și Vin părăsesc satul, Chico rămâne la o fată din sat, de care s-a îndrăgostit.

## Distribuție
Cei șapte

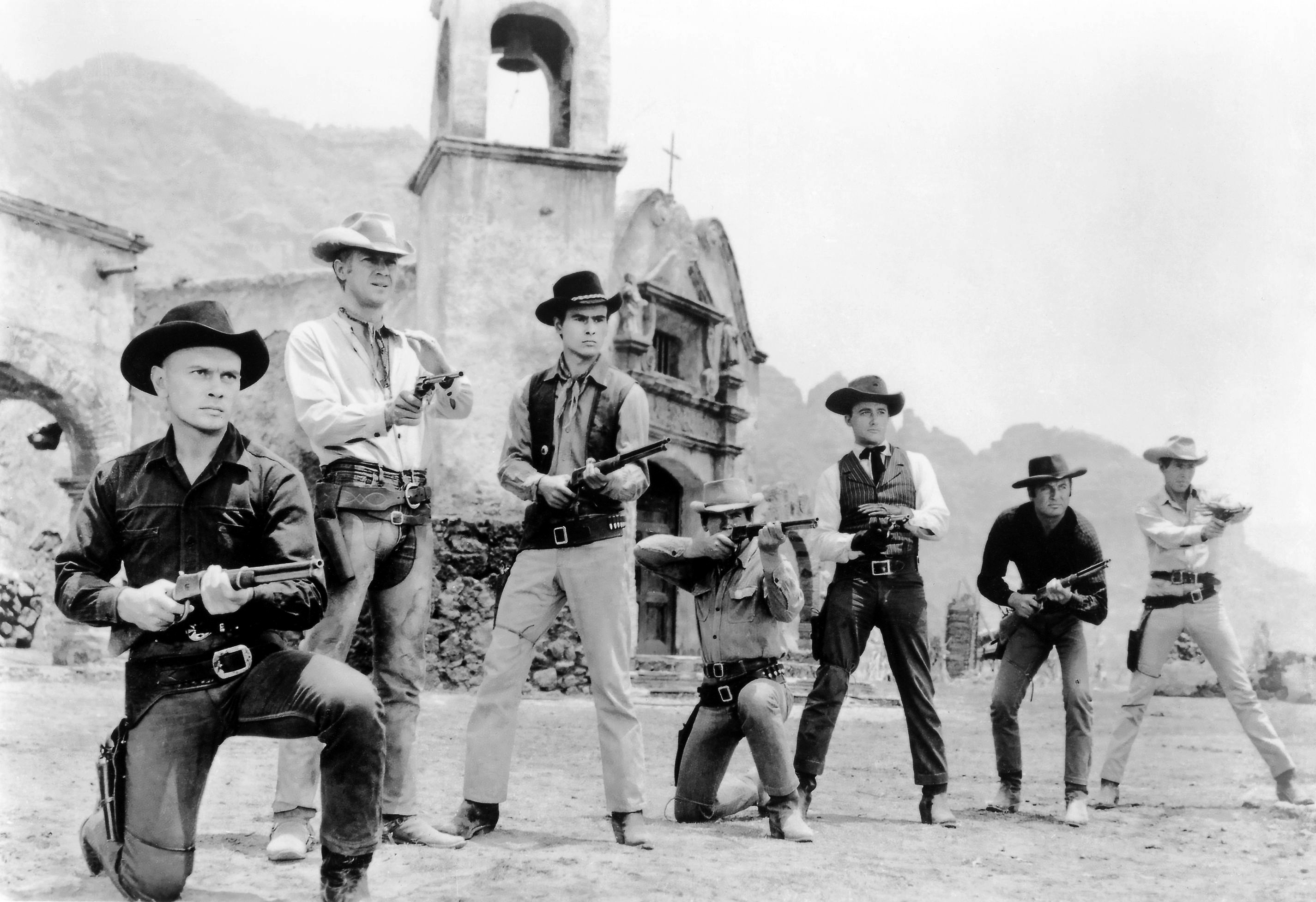
Poză promoțională cu cei șapte: Yul Brynner, Steve McQueen, Horst Buchholz, Charles Bronson, Robert Vaughn, Brad Dexter și James Coburn

- Yul Brynner – Chris Adams, un erou pistolar, conducătorul celor șapte
- Steve McQueen – Vin Tanner
- Charles Bronson – Bernardo O'Reilly
- Robert Vaughn – Lee
- Brad Dexter – Harry Luck
- James Coburn – Britt
- Horst Buchholz – Chico, tânărul

Alții
- Eli Wallach – Calvera, conducătorul bandit al mexicanilor
- Vladimir Sokoloff – bătrânul
- Jorge Martínez – Hoyos – Hilario
- Rosenda Monteros – Petra
- Rico Alaniz – Sotero
- Pepe Hern – Tomás
- Natividad Vacío – Miguel
- Robert J. Wilke – Wallace
- Whit Bissell – Chamlee, antreprenorul de pompe funebre
- Val Avery – Henry, vânzătorul de corsete
- Bing Russell – Robert, companionul lui Henry

## Muzica de film
Coloana sonoră a filmului este semnată de Elmer Bernstein, conține melodii care au fost puse în vânzare de 19 case de discuri, în componențe diferite. LP-ul original al coloanei sonore a conținut doar 12 melodii din film, CD-ul editat ulterior este complet, conținând 23 titluri:
1. Main Title And Calvera
2. Council
3. Quest
4. Medley: Strange Funeral / After The Brawl
5. Vin’s Luck
6. And Then There Were Two
7. Fiesta – Elmer Bernstein & his Orchestra
8. Stalking
9. Worst Shot
10. The Journey
11. Toro
12. Training
13. Calvera’s Return
14. Calvera Routed
15. Ambush
16. Petra’s Declaration
17. Bernardo
18. Surprise
19. Defeat
20. Crossroads
21. Harry’s Mistake
22. Calvera Killed
23. Finale

## Nominalizări
Muzica de film compusă de Elmer Bernstein a fost nominalizată la Oscar în 1961. Tema din titlu este încă și azi considerată una dintre cele mai cunoscute partituri ale filmelor Western.

## Continuarea filmului
Cei șapte magnifici a avut „oficial” în totalitate trei filme sequel, a căror acțiune se desfășoară de asemenea în vestul sălbatic, dar care nu au mai avut același succes răsunător:
- 1966 Întoarcerea celor șapte magnifici (Return of the Seven), regia Burt Kennedy
- 1969 Guns of the Magnificent Seven, regia Paul Wendkos
- 1972 The Magnificent Seven Ride, regia George McCowan
- A mai fost creată o serie–TV cu titlul omonim, produs între anii 1998–200.
- În anul 2016 a fost ealizat un remake cu tilul Cei șapte magnifici, în regia lui Antoine Fuqua.